# Jakub Borzęcki
Jakub Borzęcki (* 17. Januar 2002 in Syracuse, New York, USA) ist ein deutsch-polnischer Eishockeyspieler, der seit Juli 2025 bei den Iserlohn Roosters aus der Deutschen Eishockey Liga (DEL) unter Vertrag steht und dort auf der Position des rechten Flügelstürmers spielt. Zuvor war Borzęcki bereits für die Düsseldorfer EG in der DEL aktiv.

## Karriere

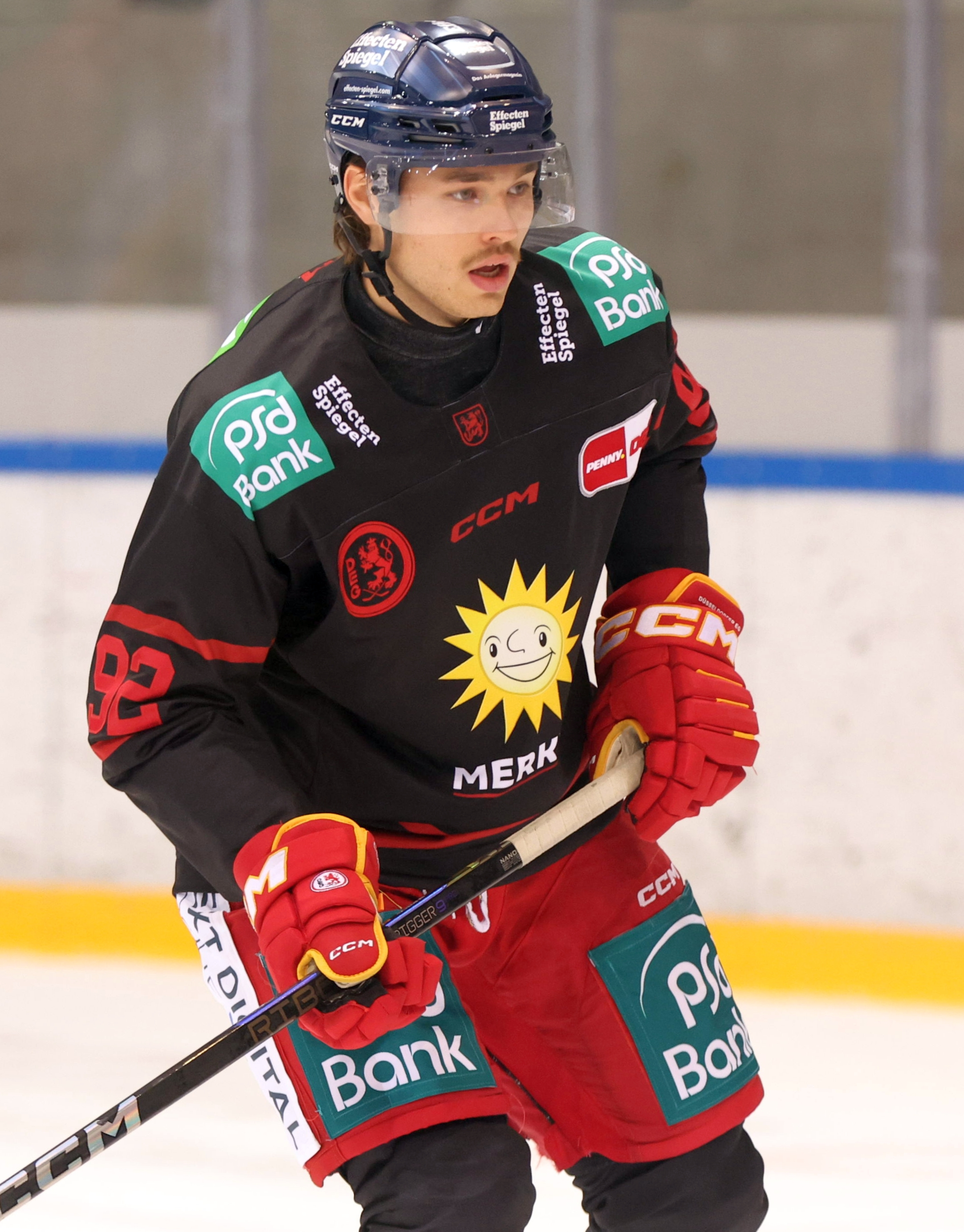
Borzęcki im Trikot der Düsseldorfer EG (2024)

Nach Stationen im Nachwuchs des SC Reichersbeuern, Schwenninger ERC, SC Bietigheim-Bissingen und Kölner EC kam Jakub Borzęcki im Jahr 2018 zur Hockey-Akademie des EC Red Bull Salzburg. Ab 2020 wurde er dort regelmäßig im Herrenbereich eingesetzt, zunächst mit den RB Hockey Juniors in der Alps Hockey League. In der Saison 2021/22 sicherte er sich einen Stammplatz in der ersten Mannschaft des EC, die in der ICE Hockey League an den Start ging und mit der er die österreichische Meisterschaft gewann.
Gemeinsam mit seinem Teamkollegen Josef Eham wechselte Borzęcki im Sommer 2022 zur Düsseldorfer EG (DEG) in die Deutsche Eishockey Liga (DEL). Nachdem er in seiner Rookie-Saison, in der er per Förderlizenz auch dreimal für die Krefeld Pinguine in der DEL2 zum Einsatz kam, bereits vier Tore für die DEG erzielt und vier weitere Vorlagen beigetragen hatte, wurde sein Vertrag per Option um zwei Jahre verlängert. In der Saison 2024/25 stieg er mit der Mannschaft in die DEL2 ab.
Im Mai 2025 unterzeichnete Borzęcki einen Vertrag bei den Iserlohn Roosters für die Spielzeit 2025/26.

### International
Jakub Borzęcki wurde schon im U14-Bereich in Landesauswahlmannschaften Baden-Württembergs berufen. Aber der U16-Auswahl durchlief er auch alle Nachwuchsmannschaften des Deutschen Eishockey-Bundes. Mit dem U18-Team gewann er die Weltmeisterschaft der Division IA 2019, was die Rückkehr in die Top-Division bedeutete.
Zwei Jahre später wurde der Stürmer für die U20-Nationalmannschaft nominiert, die an der Weltmeisterschaft 2021 teilnahm. Einen Tag vor Weihnachten wurde er jedoch positiv auf COVID-19 getestet, sodass er die folgenden zwei Wochen in Isolation auf seinem Hotelzimmer verbringen musste und das Turnier damit verpasste. Bei der U20-Weltmeisterschaft 2022 stand er bei beiden deutschen Spielen auf dem Eis, ehe das Turnier aufgrund zahlreicher Corona-Fälle abgebrochen wurde.
Für die A-Nationalmannschaft absolvierte Borzęcki im Februar 2025 zwei Länderspiele gegen die Slowakei.

## Erfolge und Auszeichnungen
- 2019 Aufstieg in die Top-Division bei der U18-Junioren-Weltmeisterschaft der Division IA
- 2022 Österreichischer Meister mit dem EC Red Bull Salzburg

## Karrierestatistik
Stand: Ende der Saison 2024/25

### International
Vertrat Deutschland bei:
- U18-Junioren-Weltmeisterschaft der Division IA 2019
- U20-Junioren-Weltmeisterschaft 2021
- abgebr. U20-Junioren-Weltmeisterschaft 2022

(Legende zur Spielerstatistik: Sp oder GP = absolvierte Spiele; T oder G = erzielte Tore; V oder A = erzielte Assists; Pkt oder Pts = erzielte Scorerpunkte; SM oder PIM = erhaltene Strafminuten; +/− = Plus/Minus-Bilanz; PP = erzielte Überzahltore; SH = erzielte Unterzahltore; GW = erzielte Siegtore; 1 Play-downs/Relegation; Kursiv: Statistik nicht vollständig)

## Familie
Jakub Borzęcki ist der Sohn des ehemaligen Eishockeyspielers Adam Borzęcki, der unter anderem für die Schwenninger Wild Wings in der DEL aktiv war. Da er in den Vereinigten Staaten geboren wurde, während sein Vater für die Syracuse Crunch in der American Hockey League (AHL) spielte, besitzt er neben der deutschen und polnischen auch die US-amerikanische Staatsbürgerschaft.